# Chaha'er
Chaha'er (kinesiska: 查哈尔, 查哈尔苏木) är en socken i Kina. Den ligger i den autonoma regionen Inre Mongoliet, i den norra delen av landet, omkring 530 kilometer väster om regionhuvudstaden Hohhot.
Genomsnittlig årsnederbörd är 247 millimeter. Den regnigaste månaden är juli, med i genomsnitt 52 mm nederbörd, och den torraste är december, med 1 mm nederbörd.